# Virgilia Peterson-Sapieha
Virgilia Peterson-Sapieha, (ur. 16 maja 1904 w Nowym Jorku, zm. 24 grudnia 1966 tamże) – księżna, pisarka amerykańska, dziennikarka telewizyjna, córka amerykańskiego neurologa i psychiatry z Nowego Jorku, przewodniczącego Amerykańskiego Towarzystwa Neurologicznego.
Była żoną księcia Pawła Marii Sapiehy h. Lis, z którym poznała się w trakcie studiów w Grenoble, matką Marii Krystyny i Mikołaja Fryderyka – znanego fotografika. Rodzice Pawła juniora nie byli zadowoleni z wyboru syna. Na ślub, latem 1933, przyjechała do Londynu tylko matka Pawła – Matylda Sapieżyna. Ojciec pozostał w domu, wymawiając się złym stanem zdrowia. W latach 1933–1936 mieszkała z mężem i córką w pałacu na Karłuszowcu, należącym do rodziny von Donnersmarck (dziś część miasta Tarnowskie Góry), gdzie jej mąż był dyrektorem koncernu kopalń i fabryk chemicznych należących do jego niemieckiego kuzyna Edgara Henckel von Donnersmarck. W 1936 przeniosła się wraz z rodziną na stałe do Siedlisk w powiecie tomaszowskim, po tym, jak mąż stracił posadę dyrektora po przejęciu spółki niemieckiego kuzyna przez nazistów.
We wrześniu 1939, po napaści Niemiec na Polskę, Pawła zmobilizowano, a Virgilia została z dziećmi i teściową w majątku w Siedliskach. W czasie bombardowań niemieckich razem z dziećmi i służbą uciekała do lasu. Dała w majątku schronienie 180 osobom – żonom i dzieciom oficerów, które w drugim tygodniu wojny dotarły do Siedlisk pieszo z Wielkopolski. Po napaści Rosjan na Polskę, 17 września 1939, Paweł zabrał rodzinę do Lwowa, a później przez Rumunię i Francję dostali się do USA. Ich małżeństwo skończyło się rozwodem w 1950. Była zamężna trzykrotnie, Paweł Sapieha był jej drugim mężem.
Z czasów ich małżeństwa pochodzą dwie z jej książek, opisujących stosunki społeczne wśród polskiego ziemiaństwa przed wybuchem II wojny światowej:
- Polish Profile, Londyn 1940 (tłum. pol. Amerykańska księżna, wyd. Ośrodek Karta, Warszawa 2019)
- Beyond this Shore, New York, 1942

W latach 1952–1954 prowadziła w telewizji ABC program Author Meets the Critics.

## Publikacje
- Virgilia Peterson, Polish profile, New York: Carrick & Evans, Inc., 1986, OCLC 1084006973 [dostęp 2021-12-27] (ang.). Brak numerów stron w książce
- Virgilia Peterson-Sapieha, Beyond this shore, Philadelphia; New York: J.B. Lippincott Co., 1942, OCLC 612965441 [dostęp 2021-12-27] (ang.). Brak numerów stron w książce
- Virgilia Peterson, A matter of life and death., New York: Atheneum, 1961, OCLC 987872881 [dostęp 2021-12-27] (ang.). Brak numerów stron w książce
- Virgilia Peterson, Ewa Horodyska, Amerykańska księżna: z Nowego Jorku do Siedlisk, 2019, ISBN 978-83-65979-31-5, OCLC 1104496797 [dostęp 2021-12-27] (pol.). Brak numerów stron w książce